# Piotr Johansson
Piotr Johansson, właśc. Damian Piotr Johansson (ur. 28 lutego 1995 w Gorlicach) – szwedzki piłkarz polskiego pochodzenia, występujący na pozycji prawego obrońcy. W latach 2014–2017 piłkarz Malmö FF, w latach 2017–2018 Gefle IF, w latach 2019–2021 Kalmar FF, od 2022 Djurgårdens IF Fotboll.
Wychowywał się w Szwecji i przez większość swojej kariery piłkarskiej grał w szwedzkich klubach. Johansson zaczynał swoją karierę w klubie Skurups AIF, w którym grał w latach 2000–2010. Następnie przeszedł do akademii piłkarskiej Malmö FF, w której występował do 2014.

## Kariera klubowa
W 2014 roku Johansson podpisał kontrakt z pierwszą drużyną Malmö FF. Zadebiutował w meczu towarzyskim przeciwko FK Partizan Belgrad 27 czerwca 2014 roku. W lidze Allsvenskan zadebiutował w meczu przeciwko Åtvidabergs FF 12 lipca 2014 roku. W sezonie 2015 został wypożyczony na krótki okres do klubu Ängelholms FF, gdzie zagrał w 22 meczach i zdobył 6 bramek. W 2016 roku został wypożyczony do klubu Östersunds FK, gdzie zagrał w 7 meczach.
W 2017 roku Johansson przeszedł do klubu Gefle IF, gdzie grał do 2018 roku i rozegrał 56 meczów, strzelając 7 bramek. Następnie przeniósł się do klubu Kalmar FF, gdzie grał do 2021 roku i zagrał w 71 meczach, strzelając 4 bramki. W 2022 roku podpisał kontrakt z klubem Djurgårdens IF Fotboll, z którym w 2023 wystąpił w Lidze Konferencji Europy UEFA, odpadając z mistrzem Polski Lechem Poznań.

## Kariera reprezentacyjna
Johansson występował w reprezentacji Szwecji do lat 17, dla której zagrał w 17 meczach i zdobył 2 bramki. Miał również propozycję reprezentowania Polski, ale nie zdecydował się na to.